# Big Grove Township (comté de Johnson, Iowa)
Pour les articles homonymes, voir Big Grove Township.
Big Grove Township est un township du comté de Jefferson en Iowa, aux États-Unis,.
Il est fondé en 1845.

## Source de la traduction
- (en) Cet article est partiellement ou en totalité issu de l’article de Wikipédia en anglais intitulé « Big Grove Township, Johnson County, Iowa » (voir la liste des auteurs).